# Goral-vermelho-tibetano
O goral-vermelho-tibetano (Nemorhaedus baileyi) é uma espécie do gênero Nemorhaedus, estando presente na China, Índia e Myanmar.

## Distribuição e habitat
N. baileyi são endémicos à região fronteiriça entre China, Índia e Myanmar. Na China, está presente no noroeste da província de Yunnan e sudoeste do Tibete, em Myanmar é encontrado em Cachim e na Índia no nordeste de Arunachal Pradesh. A espécie vive em altitudes mais altas comparado a outros gorais, vivendo entre 2 mil e 4.500 metros. A região que habitam é topograficamente complexa e recebe 2 mil mm de chuva anualmente, principalmente entre maio e agosto. No verão, podem ser encontrados nas altitudes mais altas de seu habitat, enquanto que no inverno estão mais abaixo.

## Descrição
O Goral Vermelho é um goral geograficamente isolado, e o menor dos gorais atualmente reconhecidos. Peso varia entre 20 e 30 quilogramas, e o comprimento da cabeça e corpo é de aproximadamente 100 centímetros. Em se tratando de animais captivos, fêmeas tendem a ser maiores que os machos, embora não haja muita diferença entre os sexos além disso. A pelagem é uma mistura entre vermelho e marrom, sendo tipicamente longa, macia e espessa. Uma marca preta corre pela espinha dorsal até a cauda, que é principalmente preta e menor que em outros gorais, raramente medindo 10 centímetros. Ambos os sexos tem um par de chifres com uma curvatura média de 18°, os chifres de machos sendo pouco maiores que os de fêmeas.

## Biologia e ecologia
N. baileyi são primariamente diurnos, com a maior parte de sua atividade ocorrendo no início da manhã e à tarde. Durante o dia, pastam nas encostas, e à noite voltam aos rochedos, onde dormem. Como a maioria dos membros de Caprinae, são bem ágeis e se movem com velocidade sobre o terreno rochoso. Esses animais são primariamente solitários, embora grupos com até 3 indivíduos já foram vistos, consistindo na maioria das vezes de um macho, uma fêmea e seu prole. Esses grupos ocupam uma área de aproximadamente 40 hectares.
A reprodução ocorre em dezembro. O período de gestação é de 6 meses. O único prole geralmente nasce em junho ou julho, embora nascimentos em abril já foram recordados. A maturidade sexual de machos captivos ocorre à partir de 3 anos para machos, e 1,5 ano para fêmeas. A expectativa de vida é de aproximadamente 15 anos.